# Major Lazer
Major Lazer  est un groupe jamaïcain-américain de musique électronique, formé à Miami en 2008. Il est composé de Diplo, Walshy Fire et Ape Drums.
Le groupe collabore régulièrement avec des chanteurs pour ses chansons.
En 2015, la chanson Lean On est un grand succès. En 2016, leur chanson Cold Water en compagnie de Justin Bieber et de MØ a atteint la première place de l'UK Singles Chart et du Canadian Hot 100, ainsi que la deuxième place du Billboard Hot 100.

## Biographie
Major Lazer est au départ le fruit d'une collaboration entre  Diplo et le DJ-producteur Switch. Leur premier album, sorti en 2009, s'intitule Guns Don't Kill People... Lazers Do et mélange rap, electro, dancehall, jungle et reggae. De nombreux artistes américains et jamaïcains y ont collaboré : Mr Lexx, Santigold, Ms. Thing, Mr. Vegas, Jovi Rockwell, Trouble Andrew, Turbulence, Jah Dan, Mr Evil, Mapei, T.O.K, Amanda Blank, Stein, Nina Sky, Ricky Blaze, Vybz Kartel, Nebat Drums, Prince Zimboo, Leftside et Supahype, Bruno Mars, DJ Snake, Toots and the Maytals.
Le groupe s'est fait connaître par le titre Hold The Line, rapidement suivi de Pon de Floor (en) en collaboration avec Afrojack, Nebat Drums. Un EP de 5 titres baptisé Lazers Never Die est sorti en 2010. Il regroupe des remixes du premier album par K.L.A.M., Azealia Banks alors connu sous le pseudonyme Miss Bank$, Thom Yorke, Collie Buddz, Lindi Ortega, ainsi que la rappeuse M.I.A. et le DJ Buraka Som Sistema, tous deux produits par Switch et Diplo sur le label de celui-ci, Mad Decent.
Major Lazer a également sorti un mixtape en collaboration avec le duo anglais La Roux, intitulé Lazerproof[source secondaire souhaitée].
En 2011, la chanteuse américaine Beyoncé sample le morceau Pon De Floor sur Run the World (Girls). Le titre est produit par Diplo mais ne sera pas crédité. La même année, Switch quitte le projet. Diplo engage alors les DJs Jillionaire et Walshy Fire (de Black Chiney) pour l'aider avec la production et les représentations.
En juillet 2012, Snoop Dogg sort le titre La La La produit par Diplo. Le titre reggae annonce le prochain album de Snoop, Reincarnated.
En décembre 2012, sortent les titres de Snoop Lion Here Comes The King et Lighters Up produit par Major Lazer.
En mars 2013, Major Lazer avec Ezra Koenig de Vampire Weekend sortent la chanson Jessica. La partie instrumentale de cette chanson est inspirée du titre Satisfaction de Carl Dawkins, un des artistes légendaires de la scène reggae jamaïcaine. Major Lazer n'en fait mention officielle que très rapidement sur sa chaîne Youtube.
En 2013, le groupe sort l'album Free the Universe, porté notamment par le single Watch Out For This.
Le 25 février 2014, le groupe sort un nouvel EP, Apocalypse Soon, composé de 5 titres (des collaborations avec des artistes tels que Pharrell Williams ou encore Sean Paul). Le titre phare reste Come On To Me en featuring avec Sean Paul qui se classe en France, en Belgique et aux Pays-Bas. L'EP se classe en France, en Nouvelle-Zélande et entre même dans le top Billboard 200 aux États-Unis (137e).
En novembre 2014, Major Lazer participe à la bande originale du film Hunger Games : La Révolte, partie 1 en produisant All My Love, en featuring avec Ariana Grande.
Début 2015, Major Lazer, en collaboration avec DJ Snake, sort Lean On, chantée par MØ, qui deviendra leur plus grand succès. La chanson se classe quinzième sur la liste des vidéos les plus vues sur YouTube, dépassant le milliard de vues le 8 janvier 2016. L'album Peace Is the Mission sort en juin 2015 avant d'être réédité avec cinq titres supplémentaires en novembre.
Le 29 novembre 2016, Major Lazer et Bad Royale ont sorti My Number, une chanson qui échantillonne 54-46 That's My Number que Pitchfork décrit comme « un classique du genre du légendaire groupe ska/reggae Toots and the Maytals ». Cette nouvelle version de la chanson contient des voix nouvellement enregistrées du leader Toots Hibbert, elle a été spécialement conçue pour Major Lazer, en changeant les paroles originales pour intégrer le groupe dans la chanson tout en conservant la mélodie originale.
Le 3 juin 2019, le DJ et producteur Jillionaire annonce son départ du groupe. Il est remplacé par Ape Drums, déjà collaborateur de longue date du groupe. Mai 2021, Jillionaire sort un titre et clip en ft. avec Oryane & Mical Teja avec Ándale avec la participation du groupe Les Twins dans le clip.
Le groupe sort en 2020 l'album Music is Weapon avec des collaborations avec : Sia, Labrinth, Swae Lee et tant d'autres, album dont la réédition sortira en 2021 avec une collaboration avec la chanteuse française Aya Nakamura et publient le titre : C'est cuit, accompagné d'un clip sorti sur Youtube.
Pour la première fois de leur carrière le 15 juillet 2022, le groupe clôture le premier jour sur la scène principale du festival belge Tomorrowland, connu pour être l’un des plus grands festivals de musique électronique.

## Discographie

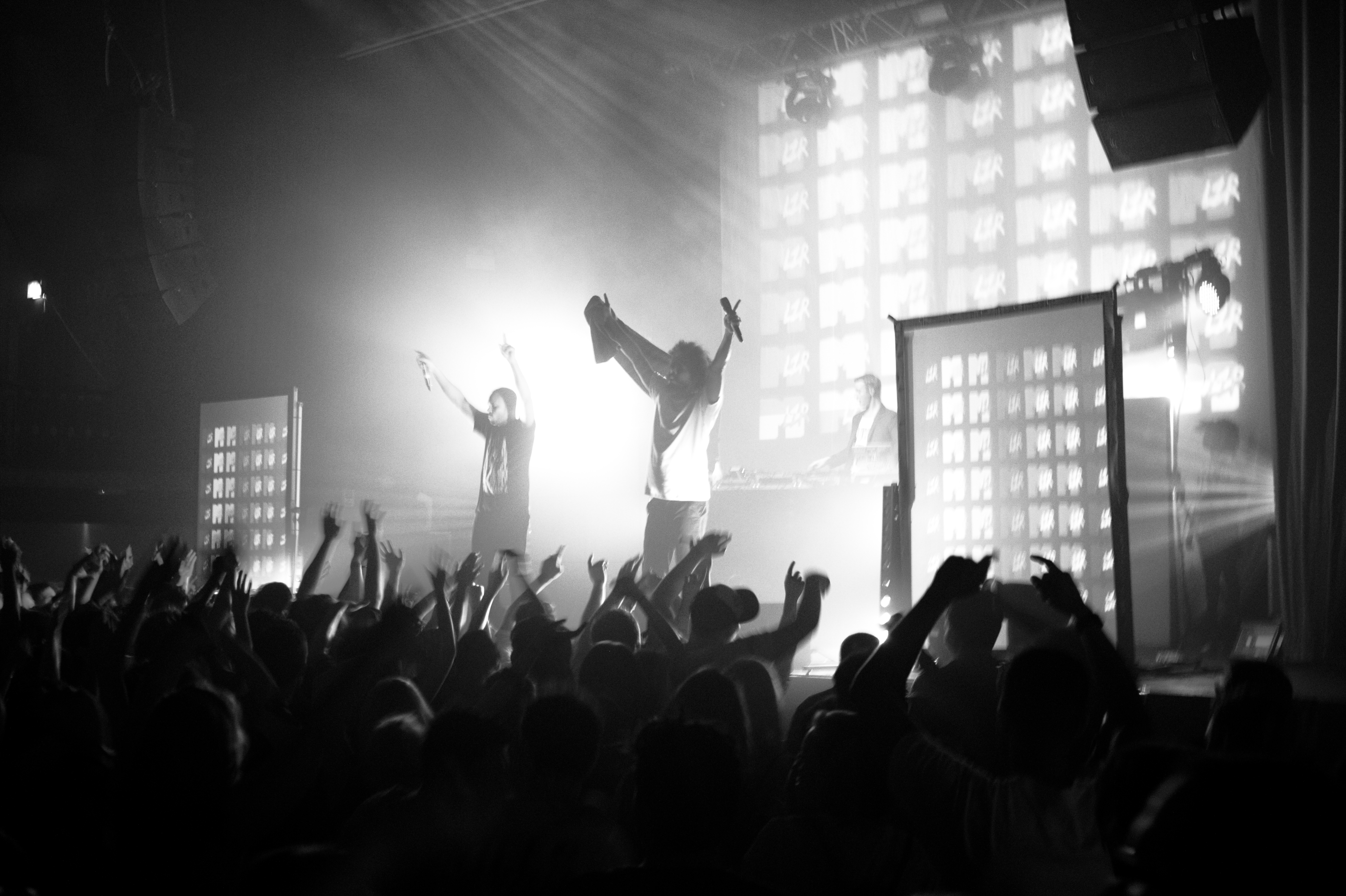
Major Lazer lors d'un concert à Manchester en 2012.

### Albums

#### Albums studio
| Guns Don't Kill People... Lazers Do                                            | - Sortie : 16 juin 2009 - Label : Downtown - Formats : CD, téléchargement           | 169 | 7 | — | —  | 95 | —  | — | —   | —  | —  | —  |                              |
| Free the Universe                                                              | - Sortie : 16 avril 2013 - Label : Secretly Canadian - Formats : CD, téléchargement | 34  | 1 | 5 | 53 | 9  | 43 | — | 34  | 17 | 34 | 45 |                              |
| Peace Is the Mission                                                           | - Sortie : 1er juin 2015 - Label : Mad Decent - Formats : CD, téléchargement        | 12  | 1 | 5 | 32 | 9  | 23 | 5 | 11  | 13 | 25 | 11 | - RIAA : Or - SNEP : Platine |
| Music Is the Weapon                                                            | - Sortie : 23 octobre 2020 - Label : Mad Decent - Formats : téléchargement          | —   | 5 | — | —  | —  | —  | — | 155 | —  | —  | —  |                              |
| Piano Republik (avec Major League DJz)                                         | - Sortie : 24 mars 2023 - Label : Mad Decent - Formats : téléchargement             | —   | — | — | —  | —  | —  | — | —   | —  | —  | —  |                              |
| « — » signifie que l'album ne s'est pas classé dans le pays ou n'est pas sorti |                                                                                     |     |   |   |    |    |    |   |     |    |    |    |                              |

#### Compilations
| Major Lazer Essentials | - Sortie : 19 octobre 2018 - Label : Mad Decent - Formats : CD, téléchargement | 188 | 3 | 74 | 74 | 99 |

### EPs
| Titre                                                                          | Détails                                                                                               | Positions | Positions | Positions | Positions | Positions | Positions | Positions | Positions |
| Titre                                                                          | Détails                                                                                               | É-U       | É-U Dance | DAN       | FRA       | ITA       | N-Z       | SUE       | SUI       |
| ------------------------------------------------------------------------------ | --- | --------- | --------- | --------- | --------- | --------- | --------- | --------- | --------- |
| Lazers Never Die                                                               | - Sortie : 20 juillet 2010 - Label : Mad Decent - Formats : CD, téléchargement                        | —         | 17        | —         | —         | —         | —         | —         | —         |
| Apocalypse Soon                                                                | - Sortie : 25 février 2014 - Label : Secretly Canadian, Mad Decent - Formats : CD, LP, téléchargement | 137       | 6         | —         | 141       | —         | 28        | —         | —         |
| Know No Better EP                                                              | - Sortie : 1er juin 2017 - Label : Mad Decent - Formats : téléchargement                              | 91        | 3         | 32        | 82        | 80        | —         | 8         | 47        |
| Africa Is the Future                                                           | - Sortie : 20 mars 2019 - Label : Mad Decent - Formats : téléchargement, streaming                    | —         | —         | —         | —         | —         | —         | —         | —         |
| Soca Storm EP                                                                  | - Sortie : 28 janvier 2020 - Label : Mad Decent - Formats : téléchargement, streaming                 | —         | —         | —         | —         | —         | —         | —         | —         |
| « — » signifie que l'album ne s'est pas classé dans le pays ou n'est pas sorti | |           |           |           |           |           |           |           |           |

### Singles

#### Artistes principaux
| Titre                                                                                | Année | Positions | Positions | Positions | Positions | Positions | Positions | Positions | Positions | Positions | Positions | Certifications | Album                                           |
| Titre                                                                                | Année | É-U       | É-U Dance | AUS       | AUT       | BEL (FL)  | BEL (WAL) | FRA       | P-B       | R-U       | SUI       | Certifications | Album                                           |
| ------------------------------------------------------------------------------------ | ----- | --------- | --------- | --------- | --------- | --------- | --------- | --------- | --------- | --------- | --------- | --- | ----------------------------------------------- |
| Hold the Line (featuring Mr Lexx & Santigold)                                        | 2009  | —         | —         | —         | —         | —         | —         | —         | —         | —         | —         | | Guns Don't Kill People... Lazers Do             |
| Keep It Goin' Louder (featuring Nina Sky & Ricky Blaze)                              | 2009  | —         | —         | —         | —         | —         | —         | —         | —         | —         | —         | | Guns Don't Kill People... Lazers Do             |
| Pon de Floor (featuring Vybz Kartel & Nebat Drums)                                   | 2009  | —         | —         | —         | —         | —         | —         | —         | —         | —         | —         | | Guns Don't Kill People... Lazers Do             |
| Jump Up (featuring Leftside & Supahype)                                              | 2009  | —         | —         | —         | —         | —         | —         | —         | —         | —         | —         | | Guns Don't Kill People... Lazers Do             |
| Original Don (featuring The Partysquad)                                              | 2011  | —         | —         | —         | —         | —         | —         | —         | 98        | —         | —         | |                                                 |
| Get Free (featuring Amber Coffman)                                                   | 2012  | —         | —         | 39        | —         | 3         | 17        | 59        | 7         | —         | —         | | Free the Universe                               |
| Jah No Partial (featuring Flux Pavilion)                                             | 2012  | —         | 30        | —         | —         | —         | —         | —         | —         | —         | —         | | Free the Universe                               |
| Watch Out For This (Bumaye) (featuring Busy Signal & The Flexican & FS Green)        | 2013  | —         | 41        | 87        | 40        | 5         | 8         | 4         | 7         | —         | 23        | - BEA : Platine - SNEP : Platine                                                                                          | Free the Universe                               |
| Bubble Butt (featuring Bruno Mars & Tyga & 2 Chainz & Mystic)                        | 2013  | 56        | 8         | 39        | —         | 24        | —         | 67        | 65        | —         | —         | - RIAA : Or | Free the Universe                               |
| Scare Me (featuring Peaches & Timberlee)                                             | 2013  | —         | —         | —         | —         | —         | —         | —         | —         | —         | —         | | Free the Universe                               |
| Jet Blue Jet (featuring Leftside & GTA & Zia Benjamin & Razz & Biggy)                | 2013  | —         | —         | —         | —         | —         | —         | —         | —         | —         | —         | | Free the Universe                               |
| Sweat (featuring Laidback Luke & Ms. Dynamite)                                       | 2013  | —         | —         | —         | —         | —         | —         | —         | —         | —         | —         | | Free the Universe                               |
| Turn Around (avec Zeds Dead featuring Elephant Man)                                  | 2013  | —         | —         | —         | —         | —         | —         | —         | —         | —         | —         | |                                                 |
| Lose Yourself (featuring Moska & RDX)                                                | 2014  | —         | —         | —         | —         | —         | —         | —         | —         | —         | —         | | Apocalypse Soon                                 |
| Aerosol Can (featuring Pharrell)                                                     | 2014  | —         | —         | 37        | —         | —         | —         | —         | —         | —         | —         | | Apocalypse Soon                                 |
| Come On to Me (featuring Sean Paul)                                                  | 2014  | —         | —         | —         | —         | 36        | 36        | 21        | 60        | —         | —         | | Apocalypse Soon                                 |
| Doh Tell Me Dat (Remix) (avec Junior Blender & Flipo)                                | 2014  | —         | —         | —         | —         | —         | —         | —         | —         | —         | —         | |                                                 |
| All My Love (featuring Ariana Grande)                                                | 2014  | —         | —         | —         | —         | —         | —         | 135       | —         | —         | —         | | The Hunger Games: Mockingjay, Part 1            |
| Sound Bang (featuring Machel Montano)                                                | 2014  | —         | —         | —         | —         | —         | —         | —         | —         | —         | —         | | Apocalypse Soon                                 |
| Night Riders (featuring Travis Scott & 2 Chainz & Pusha T & Mad Cobra)               | 2015  | —         | 40        | —         | —         | —         | —         | —         | —         | —         | —         | | Peace Is the Mission                            |
| Roll the Bass                                                                        | 2015  | —         | 50        | —         | —         | —         | —         | —         | —         | —         | —         | | Peace Is the Mission                            |
| Lean On (avec DJ Snake featuring MØ)                                                 | 2015  | 4         | 1         | 1         | 3         | 2         | 3         | 2         | 1         | 2         | 1         | - RIAA: 4× Platine - ARIA : 6× Platine - IFPI AUT: Or - BEA : 2x Platine - BPI : 3× Platine - IFPI SUI: 2× Platine        | Peace Is the Mission                            |
| Too Original (featuring Elliphant & Jovi Rockwell)                                   | 2015  | —         | 21        | —         | —         | —         | —         | 143       | —         | —         | —         | | Peace Is the Mission                            |
| Powerful (featuring Ellie Goulding & Tarrus Riley)                                   | 2015  | 83        | 5         | 7         | 55        | 30        | 33        | 78        | 70        | 54        | 53        | - ARIA: Platine | Peace Is the Mission                            |
| Light It Up (featuring Nyla)                                                         | 2015  | —         | —         | —         | —         | —         | —         | —         | —         | —         | —         | | Peace Is the Mission                            |
| Blaze Up the Fire (featuring Chronixx)                                               | 2015  | —         | —         | —         | —         | —         | —         | —         | —         | —         | —         | | Peace Is the Mission                            |
| Be Together (Australazer) (featuring Wild Belle)                                     | 2015  | —         | 29        | 33        | —         | —         | —         | 150       | —         | —         | —         | | Peace Is the Mission                            |
| All My Love (Remix) (featuring Ariana Grande & Machel Montano)                       | 2015  | —         | 15        | —         | —         | —         | —         | —         | —         | —         | —         | | Peace Is the Mission                            |
| The Sound (avec Autoerotique)                                                        | 2015  | —         | —         | —         | —         | —         | —         | —         | —         | —         | —         | |                                                 |
| Lost (featuring MØ)                                                                  | 2015  | —         | —         | —         | —         | —         | —         | —         | —         | —         | —         | | Peace Is the Mission (Extended)                 |
| Light It Up (Remix) (featuring Nyla & Fuse ODG)                                      | 2015  | 73        | 6         | 54        | 9         | 4         | 6         | 14        | 2         | 7         | 7         | - ARIA: Or - BPI: Platine                                                                                                 | Peace Is the Mission (Extended)                 |
| Thunder & Lightning (featuring Gent & Jawns)                                         | 2015  | —         | —         | —         | —         | —         | —         | —         | —         | —         | —         | | Peace Is the Mission (Extended)                 |
| Wave (featuring Kali Uchis)                                                          | 2015  | —         | —         | —         | —         | —         | —         | —         | —         | —         | —         | | Peace Is the Mission (Extended)                 |
| Boom (avec MOTi featuring Ty Dolla $ign & Wizkid & Kranium)                          | 2015  | —         | 27        | —         | 57        | 48        | —         | 53        | 39        | —         | —         | - SNEP: Or | Peace Is the Mission (Extended)                 |
| Who Am I (avec Katy B & Craig David)                                                 | 2016  | —         | —         | —         | —         | —         | —         | —         | —         | 89        | —         | | Honey                                           |
| Cold Water (featuring Justin Bieber & MØ)                                            | 2016  | 2         | 1         | 1         | 1         | 1         | 1         | 2         | 1         | 1         | 1         | - RIAA: 4× Platine - ARIA: 5× Platine - IFPI AUT: Platine - BEA: Or - BPI: 2× Platine - SNEP: Platine - IFPI SWI: Platine | Major Lazer Essentials                          |
| Believer (avec Showtek)                                                              | 2016  | —         | 19        | —         | —         | —         | —         | 48        | 41        | —         | —         | |                                                 |
| Christmas Trees (featuring Protoje)                                                  | 2016  | —         | —         | —         | —         | —         | —         | —         | —         | —         | —         | | A Very Decent Christmas 4                       |
| My Number (avec Bad Royale)                                                          | 2016  | —         | —         | —         | —         | —         | —         | —         | —         | —         | —         | |                                                 |
| Run Up (featuring PartyNextDoor & Nicki Minaj)                                       | 2017  | 66        | 9         | 27        | 39        | 31        | 33        | 16        | 14        | 20        | 25        | - ARIA: Or - BPI: Or | Major Lazer Essentials                          |
| Know No Better (featuring Travis Scott & Camila Cabello & Quavo)                     | 2017  | 87        | 10        | 34        | 45        | 37        | 43        | 18        | 27        | 15        | 30        | - BPI: Or - SNEP: Platine                                                                                                 | Know No Better EP                               |
| Sua Cara (featuring Anitta & Pabllo Vittar)                                          | 2017  | —         | 26        | —         | —         | —         | —         | —         | —         | —         | —         | | Know No Better EP                               |
| Front of the Line (featuring Machel Montano & Konshens)                              | 2017  | —         | —         | —         | —         | —         | —         | —         | —         | —         | —         | | Know No Better EP                               |
| Jump (featuring Busy Signal)                                                         | 2017  | —         | —         | —         | —         | —         | —         | —         | —         | —         | —         | | Know No Better EP                               |
| Particula (avec DJ Maphorisa featuring Nasty C & Ice Prince & Patoranking & Jidenna) | 2017  | —         | 42        | —         | —         | —         | 21        | —         | —         | —         | —         | | Know No Better EP                               |
| Buscando Huellas (featuring J Balvin & Sean Paul)                                    | 2017  | —         | 37        | —         | —         | —         | —         | 154       | —         | —         | —         | | Know No Better EP                               |
| Leg Over (Remix) (avec Mr Eazi featuring French Montana & Ty Dolla $ign)             | 2017  | —         | —         | —         | —         | —         | —         | —         | —         | —         | —         | |                                                 |
| Go Dung (featuring Kes)                                                              | 2018  | —         | —         | —         | —         | —         | —         | —         | —         | —         | —         | |                                                 |
| En La Cara (Sua Cara Remix) (featuring Karol G)                                      | 2018  | —         | —         | —         | —         | —         | —         | —         | —         | —         | —         | |                                                 |
| Miss You (avec Cashmere Cat & Tory Lanez)                                            | 2018  | —         | 10        | 65        | —         | —         | —         | —         | 95        | —         | —         | |                                                 |
| Tip Pon It (avec Sean Paul)                                                          | 2018  | —         | 40        | —         | —         | —         | —         | —         | —         | —         | —         | | Mad Love the Prequel                            |
| Loko (avec Tropkillaz featuring MC Kevinho & Busy Signal)                            | 2018  | —         | —         | —         | —         | —         | —         | —         | —         | —         | —         | |                                                 |
| Let Me Live (avec Rudimental featuring Anne-Marie & Mr Eazi)                         | 2018  | —         | 20        | 77        | —         | 16        | 32        | —         | 73        | 42        | 99        | - ARIA : Or - BPI : Argent                                                                                                | Toast to Our Differences                        |
| All My Life (featuring Burna Boy)                                                    | 2018  | —         | —         | —         | —         | —         | —         | —         | —         | —         | —         | | Africa Is the Future                            |
| Orkant / Balance Pon It (featuring Babes Wodumo & Taranchyla)                        | 2018  | —         | —         | —         | —         | —         | —         | —         | —         | —         | —         | | Africa Is the Future                            |
| Tied Up (featuring Jake Gosling & Mr Eazi & Raye)                                    | 2018  | —         | 30        | —         | —         | —         | —         | —         | —         | —         | —         | | Africa Is the Future                            |
| Loyal (featuring Kizz Daniel & Kranium)                                              | 2018  | —         | —         | —         | —         | —         | —         | —         | —         | —         | —         | | Africa Is the Future                            |
| Blow That Smoke (featuring Tove Lo)                                                  | 2018  | —         | 21        | —         | —         | —         | 42        | —         | —         | —         | —         | | Major Lazer Essentials                          |
| Can't Take It from Me (featuring Skip Marley)                                        | 2019  | —         | 20        | —         | —         | —         | —         | 94        | —         | —         | —         | | Music Is the Weapon                             |
| Make It Hot (avec Anitta)                                                            | 2019  | —         | 23        | —         | —         | —         | —         | 89        | —         | —         | —         | | Music Is the Weapon                             |
| Que Calor (featuring J Balvin & El Alfa)                                             | 2019  | —         | 6         | —         | —         | —         | 42        | 8         | 91        | —         | 53        | - RIAA : Or | Music Is the Weapon                             |
| Trigger (avec Khalid)                                                                | 2019  | —         | —         | 46        | —         | —         | —         | —         | —         | 95        | 96        | | Music Is the Weapon / Death Stranding: Timefall |
| Evapora (avec Iza & Ciara)                                                           | 2019  | —         | —         | —         | —         | —         | —         | —         | —         | —         | —         | |                                                 |
| Rave de Favela (avec MC Lan & Anitta featuring Beam)                                 | 2020  | —         | —         | —         | —         | —         | —         | —         | —         | —         | —         | | Music Is the Weapon (Reloaded)                  |
| Lay Your Head on Me (featuring Marcus Mumford)                                       | 2020  | —         | 11        | —         | —         | 43        | 15        | 52        | —         | —         | —         | | Music Is the Weapon                             |
| Already (avec Beyoncé & Shatta Wale)                                                 | 2020  | —         | —         | —         | —         | —         | —         | —         | —         | 95        | —         | | The Lion King: The Gift                         |
| Oh My Gawd (avec Mr Eazi featuring Nicki Minaj & K4mo)                               | 2020  | —         | —         | —         | —         | —         | —         | 49        | —         | —         | —         | | Music Is the Weapon                             |
| QueLoQue (featuring Paloma Mami)                                                     | —     | —         | —         | —         | —         | —         | —         | —         | —         | —         |           | | Music Is the Weapon                             |
| Pra te Machucar (avec Ludmilla feat. ÀTTØØXXÁ & Suku Ward)                           | 2021  | —         | —         | —         | —         | —         | —         | —         | —         | —         | —         | | Music Is the Weapon (Reloaded)                  |
| Diplomatico (featuring Guaynaa)                                                      | 2021  | —         | —         | —         | —         | —         | —         | —         | —         | —         | —         | | Music Is the Weapon (Reloaded)                  |
| Titans (feat. Sia & Labrinth)                                                        | 2021  | —         | —         | —         | —         | —         | —         | 108       | —         | —         | 82        | - SNEP : Or | Music Is the Weapon (Reloaded)                  |
| C'est Cuit (featuring Aya Nakamura & Swae Lee)                                       | 2021  | —         | —         | —         | —         | —         | —         | 72        | —         | —         | —         | | Music Is the Weapon (Reloaded)                  |
| La Mano (avec Ghetto Kids & Guaynaa & Tayo Rayo)                                     | 2022  | —         | —         | —         | —         | —         | —         | —         | —         | —         | —         | |                                                 |
| Koo Koo Fun (avec Major League DJz featuring Tiwa Savage & DJ Maphorisa)             | 2022  | —         | —         | —         | —         | —         | —         | —         | —         | —         | —         | | Piano Republik                                  |
| Designer (avec Major League DJz featuring Joeboy)                                    | 2022  | —         | —         | —         | —         | —         | —         | —         | —         | —         | —         | | Piano Republik                                  |
| Smoking & Drinking (avec Major League DJz featuring Ty Dolla $ign & Channel Tres)    | 2023  | —         | —         | —         | —         | —         | —         | —         | —         | —         | —         | | Piano Republik                                  |
| Ke Shy (avec Major League DJz featuring Tyla & LuuDaDeejay & Yumbs)                  | 2023  | —         | —         | —         | —         | —         | —         | —         | —         | —         | —         | | Piano Republik                                  |
| Number 1 (avec James Hype)                                                           | 2023  | —         | —         | —         | —         | —         | —         | —         | —         | —         | —         | |                                                 |
| Stop & Go (avec Major League DJz featuring Msaki & LuuDaDeejay & Yumbs)              | 2023  | —         | —         | —         | —         | —         | —         | —         | —         | —         | —         | | Piano Republik                                  |
| Ngibambe (avec Major League DJz featuring Gaba Cannal & Russell Zuma)                | 2023  | —         | —         | —         | —         | —         | —         | —         | —         | —         | —         | | Piano Republik                                  |
| « — » signifie que le single ne s'est pas classé dans le pays ou n'est pas sorti     |       |           |           |           |           |           |           |           |           |           |           | |                                                 |

#### Artistes en featuring
| Titre                                                                | Année | Album                      |
| -------------------------------------------------------------------- | ----- | -------------------------- |
| Push and Shove (No Doubt featuring Busy Signal & Major Lazer)        | 2012  |                            |
| We Make It Bounce (Dillon Francis featuring Major Lazer & Stylo G)   | 2014  | Money Sucks, Friends Rule  |
| One Wine (Machel Montano & Sean Paul featuring Major Lazer)          | 2015  |                            |
| The Way We Do This (Ape Drums featuring Major Lazer & Busy Signal)   | 2016  | Go Crazy EP                |
| Naughty Ride (Wizkid featuring Major Lazer)                          | 2017  | Sounds from the Other Side |
| My Love (Wale featuring Major Lazer & Wizkid & Dua Lipa)             | 2017  |                            |
| Kale (Michael Brun featuring Major Lazer & Steves J Bryan & TonyMix) | 2019  | Lokal                      |
| Walking (Joji & Jackson Wang featuring Swae Lee & Major Lazer)       | 2019  | Head in the Clouds II      |

### Remixes
- 2010 : Gyptian - Hold You (Major Lazer Remix)
- 2010 : Cajmere - Percolator (Major Lazer Remix)
- 2011 : Beastie Boys feat. Santigold - Don't Play No Game That I Can't Win (Major Lazer Remix)
- 2012 : Hot Chip - Look At Where We Are (Major Lazer Remix)
- 2012 : Hot Chip - Look At Where We Are (Major Lazer vs. Junior Blender Mix)
- 2012 : No Doubt - Settle Down (Major Lazer Remix)
- 2012 : The Prodigy - Smack My Bitch Up (Major Lazer Remix)
- 2012 : Bonde do Rolê feat. Ce'Cile - Brazilian Boys (Major Lazer Remix)
- 2012 : Popcaan - Party Shot (Ravin Part 2) (Major Lazer & ETC!ETC! Remix)
- 2012 : Bruno Mars - Locked Out of Heaven (Major Lazer Remix)
- 2013 : Bunji Garlin - Differentology (Ready for the Road) (Major Lazer Remix)
- 2013 : Dada Life - Boing Clash Boom (Major Lazer Remix)
- 2013 : Konshens - Gal a Bubble (Major Lazer & Bro Safari & ETC!ETC! Remix)
- 2013 : No Doubt feat. Busy Signal & Major Lazer - Push and Shove (Dismantle vs. Major Lazer Remix)
- 2013 : Jack Beats - Knock You Down (Major Lazer vs. Jack Beats Remix)
- 2013 : Machel Montano - The Fog (Major Lazer & Grandtheft Remix)
- 2013 : Macklemore & Ryan Lewis feat. Ray Dalton - Can't Hold Us (Major Lazer Remix)
- 2014 : Dimitri Vegas & Like Mike vs. DVBBS & Borgeous - Stampede (Major Lazer & P.A.F.F. Remix)
- 2014 : Busy Signal - 'Watch Out For This (Major Lazer Remix)
- 2014 : Major Lazer feat. Sean Paul - Come On to Me (Major Lazer vs. ETC!ETC! Remix)
- 2014 : QQ feat. Venomus - One Drop (Major Lazer & Shelco Garcia & Teenwolf Remix)
- 2014 : Aidonia - Pon Di Cocky (Major Lazer & Shelco Garcia & Teenwolf Remix)
- 2014 : Davido - Skelewu (Major Lazer & Wiwek Remix)
- 2014 : Flipo - Doh Tell Me Dat (Major Lazer & Jr Blender Remix)
- 2015 : Stromae - Ave Cesaria (Major Lazer Remix)
- 2015 : Kranium feat. Ty Dolla $ign - Nobody has to Know (Major Lazer & KickRaux Remix)
- 2015 : Bunji Garlin - Exodus (Major Lazer & P.A.F.F. Remix)
- 2015 : Major Lazer feat. Nyla & Fuse ODG - Light It Up (Remix)
- 2016 : With You. feat. Vince Staples - Ghost (Major Lazer Remix)
- 2017 : Anirudh Ravichander - Cold Water (Indian Remix Divali Edition) (Anirudh & Major Lazer Remix)
- 2017 : Ed Sheeran feat. Kranium & Kyla - Shape of You (Major Lazer Remix)
- 2017 : Luis Fonsi & Daddy Yankee - Despacito (Major Lazer & MOSKA Remix)
- 2017 : French Montana feat. Swae Lee - Unforgettable (Major Lazer Remix)
- 2017 : Vybz Kartel - Fever (Major Lazer Remix)
- 2017 : Wale feat. Major Lazer & Wizkid & Dua Lipa - My Love (Major Lazer VIP Remix)
- 2018 : MHD - Afro Trap Part. 7 (La puissance) (Major Lazer Remix)
- 2018 : Cashmere Cat & Major Lazer & Tory Lanez - Miss You (Major Lazer & Alvaro Remix)
- 2018 : Jus Now & Dismantle feat. Busy Signal - Fire (Spotie) (Major Lazer Remix)
- 2018 : Jugglerz feat. Bausa & Miami Yacine & Nura & Joshi Mizu - Fokus (Major Lazer Remix)
- 2019 : Tove Lo - Glad He's Gone (Major Lazer Remix)
- 2019 : Koffee - Toast (Major Lazer Remix)
- 2020 : Rema - Dumebi (Major Lazer Remix)
- 2020 : The Weeknd - Blinding Lights (Major Lazer Remix)
- 2020 : Megan Thee Stallion - Savage (Major Lazer Remix)
- 2021 : Camila Cabello - Don't Go Yet (Major Lazer Remix)
- 2021 : Major Lazer feat. Sia & Labrinth - Titans (Major Lazer Remix)
- 2021 : Major Lazer feat. Aya Nakamura & Swae Lee - C'est Cuit (Major Lazer Remix)
- 2023 : The Martinez Brothers & Tokischa - Kilo (Major Lazer & Ape Drums Remix)
- 2023 : Kim Petras & Nicki Minaj - Alone (Major Lazer Remix)
- 2023 : MK & Dom Dolla - Rhyme Dust (Major Lazer Remix)
- 2023 : Davido feat. Musa Keys - Unavailable (Major Lazer Remix)

## Distinctions
| 2015 | NRJ Music Awards 2015          | Groupe/duo/troupe international(e) de l'année  | Nomination |
| 2015 | NRJ Music Awards 2015          | Chanson internationale de l'année pour Lean On | Nomination |
| 2015 | NRJ Music Awards 2015          | Clip de l'année pour Lean On                   | Nomination |
| 2015 | NRJ DJ Awards                  | Meilleur HIT des Clubs                         | Lauréat    |
| 2015 | NRJ DJ Awards                  | Meilleur Album Dance/Electro                   | Nomination |
| 2020 | NRJ Music Awards Paris Edition | Groupe / Duo international de l'année          | Nomination |